# 3398 Stattmayer
3398 Stattmayer је астероид главног астероидног појаса са средњом удаљеношћу од Сунца која износи 2,288 астрономских јединица (АЈ).
Апсолутна магнитуда астероида је 13,1.